# الشراقي (عزبة)
عزبة الشراقى قرية تابعة لمركز السادات في محافظة المنوفية في جمهورية مصر العربية.